# 谢河镇 (南部县)
谢河镇，是中华人民共和国四川省南充市南部县下辖的一个乡镇级行政单位。2019年10月，撤销碾盘乡，将其所属行政区域划归谢河镇管辖。

## 行政区划
谢河镇下辖以下地区：
城东村、羊子桥村、武圣宫村、射洪庙村、六家井村、黑竹林村和店儿梁村，碾盘垭村、羊角坝村、顶山寺村、上白庙村、磨刀石村、谷黄庙村、马家沟村、下窑坝村、陈家店村和旱拱桥村。